# Pochyta pulchra
Pochyta pulchra là một loài nhện trong họ Salticidae.
Loài này thuộc chi Pochyta. Pochyta pulchra được Tord Tamerlan Teodor Thorell miêu tả năm 1899.